# Crataegus phippsii
Crataegus phippsii — вид квіткових рослин із родини трояндових (Rosaceae).

## Біоморфологічна характеристика
Це дерево чи кущ 50–60(70) дм заввишки. Молоді гілочки густо-коротко-запушені, 1-річні темно-пурпурно-коричневі, старші темно-сірі; колючки на гілочках злегка вигнуті, від насичено-коричневих до чорних, ± тонкі, 2–4 см. Листки: ніжки листків 1.5–2 см, волосисті; пластини від широко еліптичних до яйцюватих чи широко дельтоподібно яйцюватих, 4–8 см (10 см на розширених пагонах), основа від клиноподібної до дуже широко клиноподібної, частки по 3 з боків, верхівки часток від закруглених до ширококутних, краї коротко-пилчасті, верхівка тупа чи майже гостра, нижня поверхня майже гола, жилки коротко волосисті, верхня — коротко-притиснуто волосиста. Суцвіття 6–12-квіткові. Квітки 15–22 мм у діаметрі; гіпантій густо запушений; чашолистки широко трикутні, 4–5 мм; тичинок 10; пиляки блідо-рожеві. Яблука від червоних до сливово-пурпурних (серпень) і до майже чорних (вересень), від ± кулястих до широкояйцеподібних, 12 мм в діаметрі, коротко-запушені. 2n = 68. Період цвітіння: травень; період плодоношення: вересень і жовтень.

## Ареал
Зростає в Британській Колумбії, Канада, й штатах Монтана, Вашингтон, США.
Населяє чагарники, природні живоплоти на мезичному ґрунті; висота зростання: 300–700 метрів.